# Alcalde de nit (títol municipal)
Alcalde de nit és un títol municipal que es fa servir per designar una persona representa i ajuda a desenvolupar la vida nocturna d'una ciutat. Va ser usat per primer cop a la ciutat d'Amsterdam, als Països Baixos.

## Història
El 2003, el col·lectiu musical De Nachtwacht (que en holandes vol dir "la ronda de nit") va ser elegit pel públic del local de música Paradiso d'Amsterdam per convertir-se en un grup d'anomenats "alcaldes nocturns" per un mandat inicial de tres anys. Després de les eleccions a Melkweg, un famos centre cultural de la ciutat, l'1 de març de 2012, el càrrec va ser ocupat per Mirik Milan. El 2014, Milan va cofundar (junt amb Michiel Friedhoff i Ella Overkleeft) l'organització sense ànim de lucre Stichting N8BM A'DAM (ONG Fundació Alcalde de Nit) per institucionalitzar el títol, coordinant-se entre l'alcalde de la ciutat, l'ajuntament i els locals comercials. Milan va anunciar la seva marxa el 2016, començant la recerca d'un substitut que va arribar el 2018.
Des del 2016, l'organització sense ànim de lucre organitza els esdeveniments anuals Night Mayor Summit per reunir persones amb aquest càrrec d'arreu del món.

## Llocs on existeix

### Europa
- Amsterdam, Països Baixos: col·lectiu informal des del 2003,[10][4] institucionalitzat des del 2014, el primer del món.[1]
- Londres, Regne Unit: des de 2016, amb Amy Lamé com a primera Night Tsar.[11][12] Mirik Milan va ser convidat el 2015 pel govern de Londres per assessorar-se.[13]
- Mannheim, Alemanya: des del 2018, el primer a Alemanya.[14]
- Praga, República Txeca: des del 2019.[15]
- Manchester, Regne Unit: Sacha Lord és l'assessor d'economia nocturna del Gran Manchester, nomenat per l'alcalde Andy Burnham el 2018.
- Sosnowiec, Polònia: des de 2023, el primer a Polònia.[16]

### Amèrica Llatina
- Cali, Colòmbia: des de 2016,[17] és el primer d'Amèrica Llatina.[18]

### Amèrica del nord
- Washington DC, EUA: des de 2018.[19][20]